# Dressez haut la poutre maîtresse, charpentiers et Seymour : une introduction
Dressez haut la poutre maîtresse, charpentiers et Seymour : une introduction (titre original : Raise High the Roof Beam, Carpenters and Seymour: An Introduction) est un recueil de deux nouvelles de l'écrivain américain J. D. Salinger publié en 1963.